# Spica

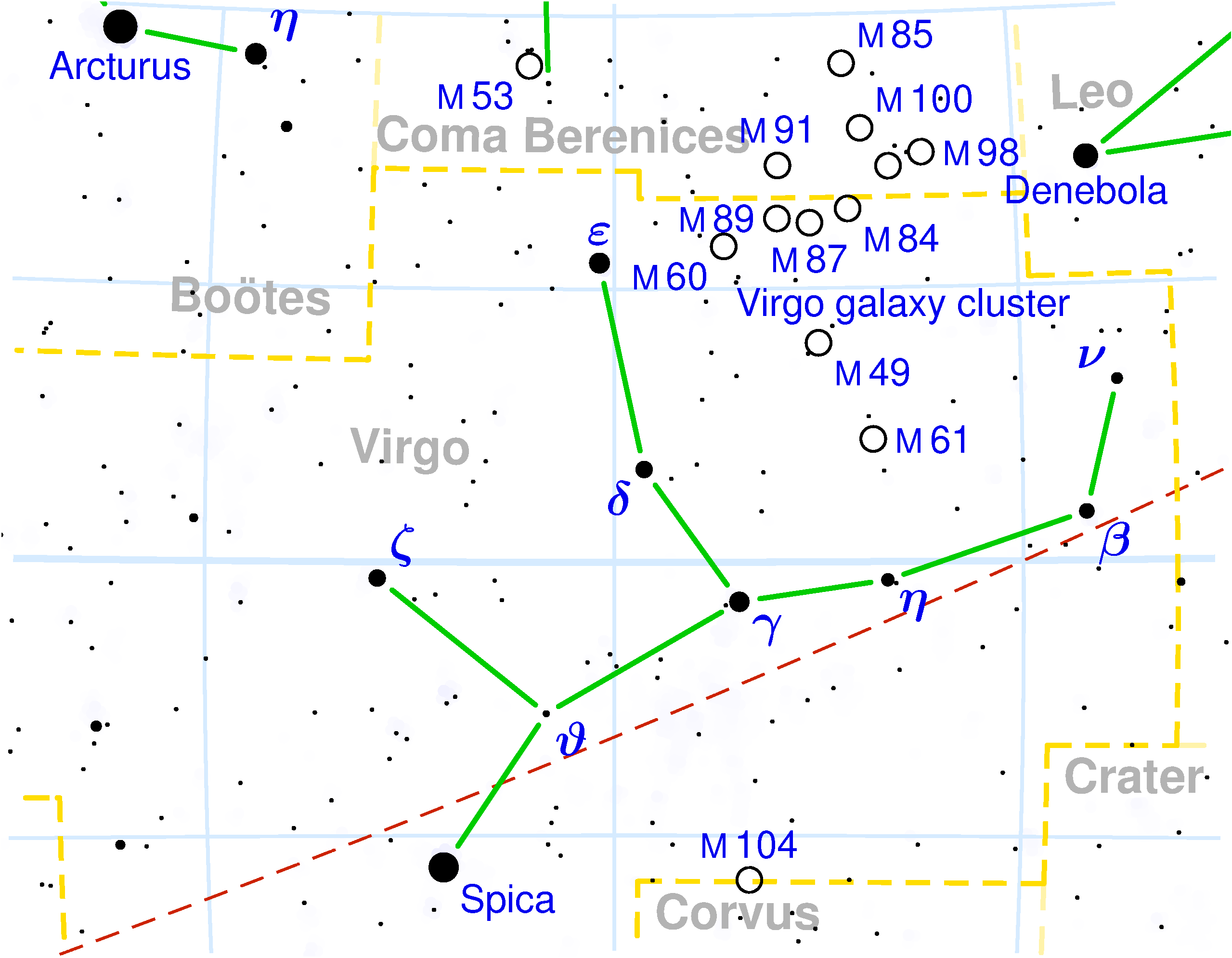
Harta constelației Fecioara: Liniile punctate galbene sunt limitele constelaţiilor, iar linia roşie punctată reprezintă ecliptica.

Spica (α Vir, α Virginis, Alpha Virginis) este cea mai luminoasă stea  din constelația Fecioara, și a cincisprezecea stea cea mai luminoasă de pe cerul nocturn.
Spica este o stea binară, magnitudinea sa aparentă variind de la +0,92 la +0,98 pe o perioadă de 4,0142 zile, o variație destul de slabă care este totodată foarte greu de observat.  Cele două componente albastre ale sale orbitează la 0,12 unități astronomice în timp un pic mai lung de 4 zile terestre.
Steaua binară Spica se află la circa 260 de ani-lumină de Sistemul nostru Solar.

## Observare
Este ușor de găsit pe cerul înstelat: trebuie urmată curba Ursei Mari până la Arcturus (Alpha Bootis) în constelația Bootes / Boarul, și continuat drumul până la Spica.
Distanța unghiulară dintre stelele din coada Ursei Mari și Arcturus este de 31°, în timp ce cea dintre Arcturus și Spica este de 34°.